# 萊諾·漢普頓
莱昂内尔·里奥·汉普顿（Lionel Leo Hampton，1908年4月20日—2002年8月31日）是美国一位爵士乐颤音琴演奏家、钢琴家、打击乐手和乐队指挥。 萊諾·漢普頓曾与泰迪·威爾森 、班尼·古德曼、巴迪·瑞奇 、 查利·帕克、 查尔斯·明格斯和昆西·琼斯等爵士樂音乐家合作。 1992年萊諾·漢普頓入选阿拉巴马爵士名人堂，1996年获国家艺术奖章。